# 海塘鳢科
海塘鳢科（学名：Thalasseleotrididae）是鰕虎魚目下的一个科。

## 下属分类
本科包括以下属：
- 格氏塘鳢属 Grahamichthys Whitley, 1956
- 海塘鳢属 Thalasseleotris Hoese & Larson, 1987